# Dżubb Intasz Faukani
Dżubb Intasz Faukani – wieś w Syrii, w muhafazie Aleppo, w dystrykcie As-Safira. W 2004 roku liczyła 101 mieszkańców.